# Sintagma adverbial
Un sintagma adverbial és un sintagma el nucli del qual és un adverbi o una locució adverbial; per exemple: tard, molt ràpidament, en absolut. Acostuma a realitzar la funció de complement circumstancial. L'adverbi que fa de nucli pot estar modificat per un altre adverbi (quasi d'amagat) o bé portar un complement, usualment en forma de sintagma preposicional.